# Lobophyllodes miniatus
Lobophyllodes miniatus är en fjärilsart som beskrevs av Karl Grünberg 1907. Lobophyllodes miniatus ingår i släktet Lobophyllodes och familjen nattflyn. Inga underarter finns listade i Catalogue of Life.